# Бой при Сливен (1829)
Боят при Сливен от 31 юли 1829 година е решителен сблъсък между руски и османски войски по време на похода на Дибич на юг от Стара планина.

## Ход на военните действия
Изправен пред нова продължителна обсада след победите при Варна и Силистра, през лятото на 1829 руският главнокомандващ Иван Дибич решава да обходи Шуменската крепост и с директна заплаха за Цариград да принуди османското правителство да сключи мир преди настъпването на зимата. В началото на юли 35-хилядна руска армия преминава Камчия и Еминската планина и се спуска в равнината около Бургаския залив. Изненадан от руските действия, великият везир Решид паша изпраща от Шумен след Дибич 12-хиляден отряд, който обаче не успява да застигне противника в удобните за отбрана проходи и на 13 юли е разгромен край Айтос. Това кара везира да прехвърли нови войски през Стара планина. При напредването си през Карнобат към Ямбол руският авангард среща силна съпротива от османците, предвождани от Халил паша.
На 21 юли Дибич завзема Ямбол, но османската войска се оттегля непокътната към Сливен, където получава подкрепления от великия везир. Руският командир решава да отложи планирания поход към Одрин, докато се справи с противника в тила си. С форсиран нощен марш руснаците (намалели след оставянето на охрана на комуникациите си до 20 000 войници с 96 оръдия) изминават над 20 km от Драгоданово, за да застигнат войската на Халил (също 20 000 бойци, с 10 оръдия) в околностите на Сливен.
Преди атаката Дибич отделя отряди, които преграждат пътищата за отстъпление на противника през Нова Загора и Котленския проход. Самата атака се развива в обход на укрепленията, издигнати до пътя за Ямбол. Заплашена от обкръжение, османската войска се пръсва в единствената свободна посока към Казанлък. След кратка схватка с руската кавалерия тя престава да бъде организирана сила. Халил паша задържа при себе си само 2 000 конници, с които достига Одрин. Осем дни по-късно и този град е завзет от руснаците.